# Euenor (Maler)
Euenor (altgriechisch Εὐήνωρ) war ein griechischer Maler aus Ephesos, der in der zweiten Hälfte des 5. Jahrhunderts v. Chr. tätig war.
Er wird bei Plinius neben Aglaophon, Kephisodoros und Erillos als einer der Maler genannt, die in der 90. Olympiade (420–417 v. Chr.) wirkten. Euenor zählt zu den Meistern, die die Blüte der griechischen Malerei vorbereiteten. Eine besondere Bedeutung unter den Malern seiner Zeit kommt ihm dadurch zu, dass er der Vater und Lehrer des Malers Parrhasios war, der als einer der Hauptvertreter der ionischen Malerschule gilt.